# Peter Kienast
Peter Kienast (ur. 30 marca 1949 w Ellbögen, zm. 12 grudnia 1991) – austriacki bobsleista, srebrny medalista mistrzostw świata i zdobywca Pucharu Świata.

## Kariera
Pierwszy sukces w karierze osiągnął w 1986 roku, kiedy wspólnie z Franzem Sieglem, Gerhardem Redlem i Christianem Markiem wywalczył srebrny medal w czwórkach na mistrzostwach świata w Königssee. Był to jedyny medal wywalczony przez niego na międzynarodowej imprezie tej rangi. Ponadto w sezonie 1987/1988 zwyciężył w klasyfikacji Pucharu Świata czwórek. W sezonach 1986/1987 i 1988/1989 w tej samej klasyfikacji zajmował trzecie miejsce. W 1984 roku wystartował na igrzyskach olimpijskich w Sarajewie, zajmując trzynaste miejsce w dwójkach i jedenaste w czwórkach. Na rozgrywanych cztery lata później igrzyskach w Calgary był odpowiednio ósmy i szósty.